# Batalla de Cerro de Pasco
La Batalla de Cerro de Pasco fue un enfrentamiento militar librado el 6 de diciembre de 1820 en el contexto de la primera campaña de Arenales a la sierra, durante la Independencia del Perú. En ella se enfrentaron la columna del general patriota Juan Antonio Álvarez de Arenales y una división de realista al mando del brigadier Diego O'Reilly. La victoria de Arenales significó que su unidad pudo retornar a la costa y reunirse con el ejército de José de San Martín. 

## Antecedentes
La expedición del brigadier Juan Antonio Álvarez de Arenales salió con rumbo al sudeste, a Ica, en la noche del 5 de octubre de 1820. Arenales avanzó sigilosamente hasta las inmediaciones de esa villa, guarnecida por 800 soldados a cargo del coronel Manuel Quimper, quien huyó por el camino de la costa en cuanto se enteró de su proximidad, lo que significó que dos compañías de cazadores se cambiaran de bando. El brigadier Arenales ordenó seguir al coronel, dejando 220
```
soldados a cargo de proteger la ciudad a las órdenes del teniente coronel rioplatense 
Manuel Patricio Rojas
. El 15 de octubre Quimper llegó con 600 seguidores a 
Nazca
 sin saber que los patriotas estaban a sólo 3 leguas de distancia. Fue en esos momentos que el mayor 
Juan Lavalle
 aprovechó para cargar con la caballería independentista, matando a 40 enemigos y capturando a 80 soldados, 6 oficiales y 300 fusiles. Al día siguiente, el teniente paraguayo Vicente Suárez atacó en Acari al bagaje de Quimper, derrotando a sus guardias y tomando 100 cajas de pertrechos.
[
8
]
```

En esos momentos, San Martín ordenó a Arenales dirigirse a Jauja para apoyar su ofensiva, pero el brigadier le propuso no dividir su división y pasar por los pueblos para animar la rebelión de los indígenas locales. El general aceptó el plan y realizó un movimiento para fingir amenazar Lima por Cañete. Una división realista al mando del brigadier Diego O'Reilly estaba apostada allí con orden de apoyar a Quimper, pero al acercarse San Martín a Ancón tuvo que volver a Lima.
El virrey Joaquín de la Pezuela fue tomado por sorpresa por el movimiento de Arenales en la sierra y sólo se enteró el 30 de octubre sin tener claridad en sus objetivos. Nueve días antes, Arenales salía de Ica y para el 31 ocupaba Huamanga, también organizaba una retaguardia en Ica a las órdenes del teniente coronel Francisco Bermúdez y el mayor José Félix Aldao. Su intención era dominar el valle del Mantaro y sublevar a los indígenas en los partidos de San Juan de Lucanas y Cangallo, pero para eso necesitaba el puente de Izcuchaca, que cruzaba el gran río Mantaro.
Poco después, el puente de Macoy era capturado mediante un ataque nocturno el 11 de noviembre, encabezado por el teniente Francisco Borja Moyano con 15 granaderos y varios indios. La guarnición, compuesta por 13 a 26 defensores, fue sorprendida, muriendo el centinela y siendo capturados 7 realistas.
Entre tanto, San Martín había traslado sus posiciones a Huaura el 12 de noviembre.
En cambio, recién el 18 de noviembre salía el batallón Extremadura al mando de O'Reilly con rumbo a Cerro de Pasco, era el núcleo de una división que debía ocupar Tarma para aislar a Arenales de San Martín. Los 600 soldados que defendían Huancayo con alguna artillería, al enterarse de la venida de Arenales, se retiraron a Tarma para unirse a O'Reilly, pero en una cuesta cercana a Jauja, a las 21:00 horas del 20 de noviembre fueron atacados por Lavalle, 40 granaderos a caballo y 15 oficiales voluntarios montados. Sufrieron la muerte de 20 soldados y la captura de otros 8, dando el completo control del valle a los patriotas. A partir de ese momento, Arenales empieza a organizar a las milicias locales, recolecta recursos y construye depósitos de armas en la zona. El día 23, en Jauja, el brigadier patriota se había enterado de la venida de O'Reilly gracias a la captura de varios mensajeros.
Por último, el 23 de noviembre, el teniente coronel patriota Manuel Patricio Rojas, el batallón N°2 de Chile y 50 jinetes rioplatenses tomaban Tarma después de vencer al intendente y brigadier Juan Montenegro y se hacían con 6 cañones, 50.000 cartuchos y 200 caballos reunidos por orden virreinal.

## Fuerzas enfrentadas
La fuerza monárquica en Lima era de unos 6.000 efectivos, de los que la mitad estaban en el campamento de Aznapuquio. Según el historiador chileno Diego Barros Arana, las tropas realistas que formaban la expedición se componían de unos 900 efectivos, aunque después de saberse de la derrota, el gobierno virreinal intentó hacer creer que eran sólo 400 o 500 y explicar así el desastre. El historiador argentino Bartolomé Mitre y el peruano Mariano Felipe Paz Soldán afirman que las autoridades virreinales quisieron hacer creer que la división no sumaba más de 600 soldados, pero en realidad los monárquicos eran 600 infantes del batallón Victoria, 160 jinetes de los escuadrones Dragones de Carayballo y Lanceros de Lima, 100 infantes del batallón Concordia y de la guarnición de Pasco, más de 200 infantes del batallón Infante Don Carlos y voluntarios de Jauja y una compañía de artillería. El diplomático español Mariano Torrente creía que, después de sumar las partidas sueltas de Jauja, Tarma, Huancavelica e Izcuchaca, la división debía 1.500 a 2.000 hombres según los planes del virrey, pero en la práctica eran superados cuatro a uno por sus enemigos. El militar argentino Segundo Roca decía que solamente el batallón Victoria sumaba más de 1.000 plazas y tenía 2 cañones como respaldo. Su caballería habría sumado quizás 200 jinetes, aunque probablemente sólo fueran 150.
Los patriotas de San Martín sumaban alrededor de 4.000 soldados, pero debió desprenderse de alrededor de 1.000 para la campaña en la sierra y aunque había reclutado cientos de esclavos negros en las haciendas cercanas, seguía siendo inferior al enemigo. Según Mitre, al inicio de la campaña sus fuerzas se componían del batallón N°11 de los Andes (562 plazas), N°2 de Chile (471 pl.), un piquete del Regimiento de Granaderos a Caballo de los Andes (50 pl.), otro de Cazadores montados (30 pl.) y otro de artillería (25 pl). Más de un mes después, al momento de la batalla, Arenales disponía de 740 infantes, 120 jinetes y 4 cañones de montaña. Barros Arana esta de acuerdo con el número de piezas de artillería. Roca dice que las dos columnas que lideraron el ataque se componían de 340 soldados cada una y la caballería patriota de 130 jinetes.
Se menciona que las alturas alrededor del campo de batalla estaban ocupadas por grupos de indios, quizás unos 500, aunque se desconocen si se habían preparado o no para unirse a la lucha por algún bando.

## Combate

### Movimientos previos

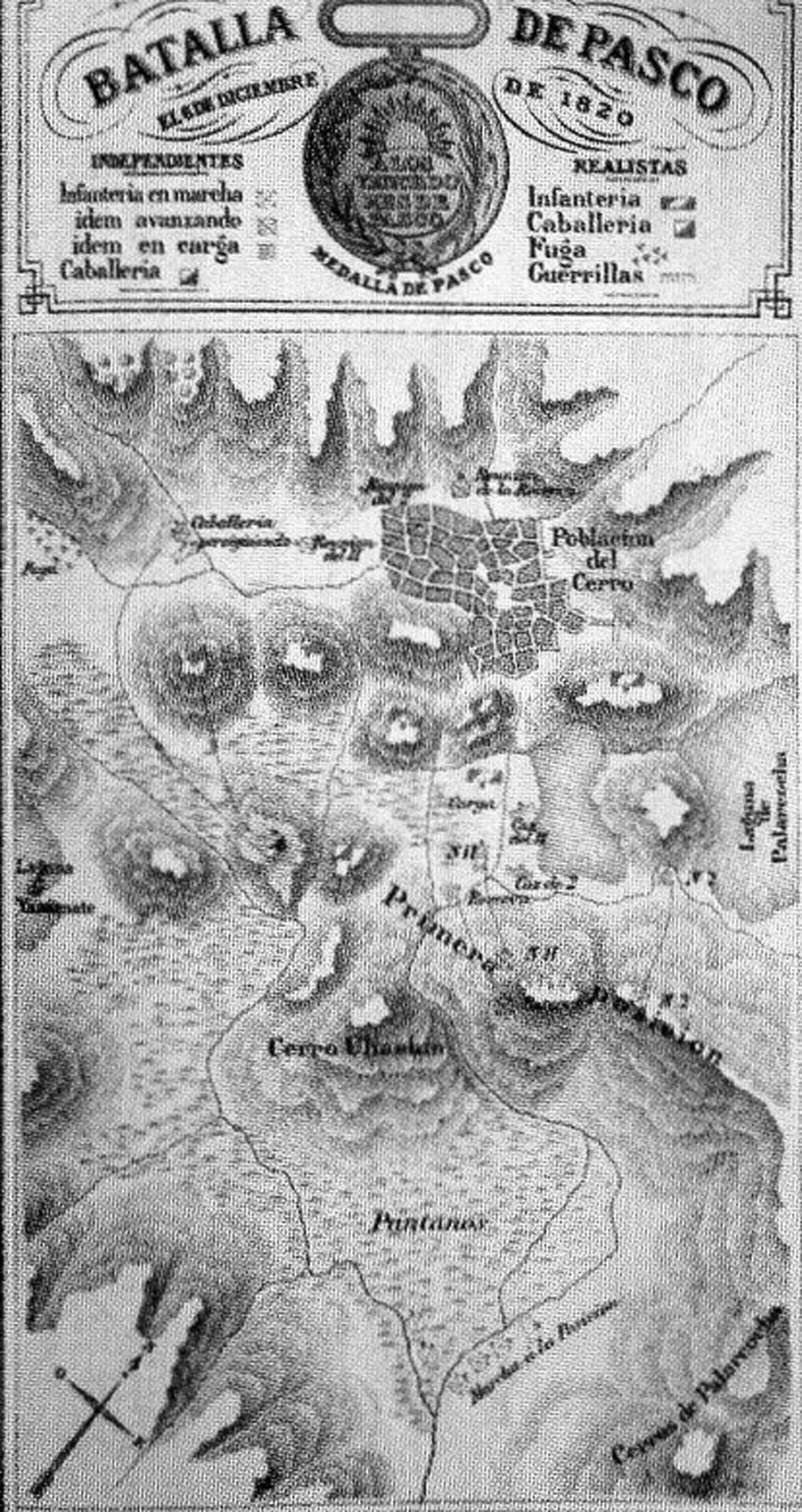
Mapa de la Batalla de Cerro de Pasco.

Después de salir de Lima, O'Reilly ocupó la mina de Pasco, a 15 km al norte del pueblo Cerro de Pasco, es decir, a medio día de marcha o 3 leguas. En tanto, Arenales, ya reforzado por la población del valle marchó con su división a plantar batalla a su rival, llegando a Pasco el 5 de diciembre, procediendo a explorar la zona y prepararse para dar combate al día siguiente. Volvió al atardecer, después de toda una jornada observando la zona con sus oficiales de Estado Mayor.
Al amanecer del día 6, el brigadier patriota ordenó a sus tropas salir del campamento y ponerse en dirección a las posiciones enemigas, marchando por tres horas. A las 09:00 horas llegó a los pies del escabroso cerro Uliachín, que dominaba la zona. Organizó a sus soldados en dos columnas paralelas en vanguardia y una tercera en retaguardia, subiendo a fuerza de brazos a la artillería. Bajo una copiosa nevada que apenas dejaba ver a unas pocas varas de distancia, ocupó la posición, pero al llegar a la cima el clima mejoro. Desde ahí, Arenales visualizó al pie del cerro la localidad de Cerro situado en una hoya geográfica sólo accesible si descendía por escarpados senderos. Entre el Uliachí y el pueblo había un pequeño llano rodeado de zonas pantanosas y cortado por un profundo barranco y dos lagunas.

### Orden de combate
El brigadier patriota ordenó a su artillería bombardear al enemigo, forzándolo a moverse de forma apurada. O'Really dispuso su línea de combate en los límites sudestes del pueblo. A su derecha estaba su caballería, compuesta por dos escuadrones y dispuesta de forma escalonada a retaguardia del flanco, luego tenía a dos batallones de infantería en primera línea, apoyó a su izquierda en una pequeña altura rodeada por lagunas y su centro y reserva en otra altura protegida por el barranco. Entre centro e izquierda estableció 2 cañones para batir el llano. Al frente tenía 2 compañías de cazadores listas para impedir al enemigo bajar del Uliachín.
Los patriotas eran quienes debían atacar. Mantuvieron el orden con el que subieron el cerro: la columna derecha compuesta por el batallón N°2 de Chile al mando de Aldunate y la izquierda formada por el batallón N°11 de los Andes que iba dirigido por Dehesa, la reserva estaba a cargo de Rojas y se componía de compañías de ambos batallones. La izquierda, a las órdenes de Lavalle, estaba en un bajo a la izquierda, frente a la enemiga, pero separada por un barranco y pantanos. Cada columna marcha con una vanguardia ordenada como guerrilla, es decir, en formación abierta.

### Enfrentamiento
A las 10:00, la derecha patriota (batallón N°2) atacó al trote la izquierda monárquica, rompiendo fuego a medio tiro de fusil y cubierta por el humo asalto la posición, forzando la defensa en un estrecho istmo de terreno escabroso rodeado por dos lagunas. Sin embargo, el principal ataque fue contra el centro realista, ahí la izquierda patriota (batallón n°11) cruzó el barranco bajo fuego de la artillería enemiga. Luego siguió hasta la posición enemiga, siendo recibida con una descarga cerrada a tiro de pistola, lo que no impidió que se lanzara sobre el centro a la bayoneta. Los realistas intentaron defenderse formando un cuadrado, pero tuvieron que retirarse en desorden al pueblo, donde se desbandaron. Entre tanto, las compañías de cazadores de ambos batallones patriotas rodearon la laguna de Patarcocha, que estaba al oeste del estrecho istmo que atacaba el batallón N°2, y flanqueaban la izquierda y centro monárquicos. Por su parte, Lavalle cargaba con su escuadrón sobre la caballería realista, poniéndola en fuga. En esos momentos el teniente Vicente Suárez dio alcance con sus jinetes al coronel Santa Cruz y su escuadrón, que se batían en retirada. La batalla apenas había durado poco más de tres cuartos de hora.
Las columnas patriotas atravesaron el pueblo y se reunieron al norte, sin dejar de perseguir a sus enemigos.

## Consecuencias

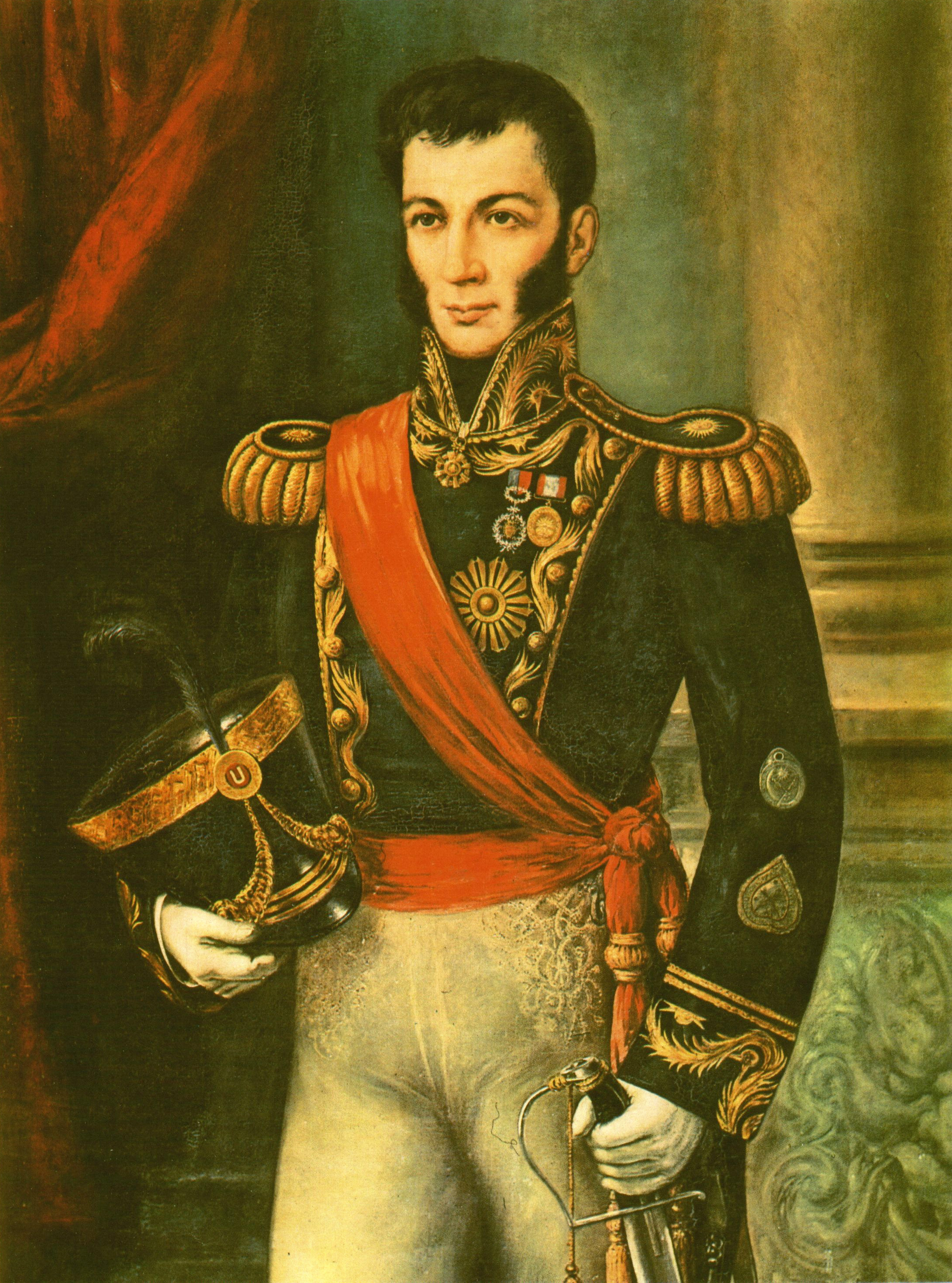
Juan Antonio Álvarez de Arenales.

Para Mitre, las bajas realistas fueron 58 muertos, 15 heridos y 343 prisioneros, incluyendo el brigadier O'Reylli y el coronel Andrés de Santa Cruz, quien luego cambio de bando. También se capturaron 2 cañones con sus pertrechos, la bandera del batallón Victoria, los estandartes de caballería, 350 fusiles, parque y la caja militar. Números similares da Barros Arana, más de 50 muertos, 19 heridos y 320 prisioneros, incluyendo 26 prisioneros que cambiaron de bando, además de la captura de un par de cañones, 300 fusiles, pertrechos, banderas y bagaje. Torrente creía que murieron 1 oficial y 53 soldados realistas, otros 90 fueron heridos y se capturaron 28 oficiales y 315 soldados, además de los 2 cañones y 360 fusiles capturados. Paz Soldán cree que fueron 58 muertos, 19 heridos, 343 prisioneros (incluyendo 28 oficiales) y la captura de 360 fusiles y 2 cañones. Roca dice que se capturaron 2 cañones, la caja de guerra, el parque de repuesto y el armamento de dos batallones y un escuadrón de carabineros completos. También que los patriotas tuvieron 15 muertos (incluyendo 1 oficial) y 28 heridos (5 oficiales) y los realistas 62 muertos (4 oficiales), 23 heridos (5 oficiales) y 422 prisioneros (4 jefes y 36 oficiales). Al parecer, el brigadier realista logró escapar con 2 lanceros en un comienzo, pero poco después fue alcanzado por el teniente Suárez.
Las bajas patriotas fueron 4 muertos, incluido el teniente Juan Moreno, y 12 heridos. La noticia de la victoria llegó al campamento de Huaura el 11 de diciembre, justo cuando se celebraba la incorporación del batallón Numancia. Dos después, San Martín decretaba que se premiaría a los vencedores de la batalla con una medalla de oro a los jefes, una de plata a los oficiales y un escudo de paño bordado en oro sobre el pecho para sargentos, cabos y soldados. Por su parte, la noticia había llegado a Lima el día 10, donde se creía que la expedición de Arenales estaba condenada al desastre, fue muy mal recibida y el gobierno virreinal intentó reducir el número de soldados que participaron en ella para disminuir la magnitud y explicar las razones de la derrota.
La victoria fue importante, pues permitió a los independentistas reabrir las comunicaciones entre Arenales y San Martín y le dio impulso a la rebelión en Huancayo, aunque está sería aplastada poco después. Claves para el resultado del combate fueron los constantes retrasos en el envío de refuerzos desde Lima al brigadier realista y los rumores de poca disciplina y moral entre las tropas que conformaban la expedición, algo que pareció confirmarse al saberse que muchos oficiales realistas cambiaron de bando.